# Leigri
Leigri is een plaats in de Estlandse gemeente Hiiumaa, provincie Hiiumaa. De plaats heeft de status van dorp (Estisch: küla).
Leigri lag tot in oktober 2013 in de gemeente Kõrgessaare, daarna tot in oktober 2017 in de gemeente Hiiu en sindsdien in de fusiegemeente Hiiumaa.

## Bevolking
Leigri had in 2000 twee inwoners. In 2011 was er nog maar één inwoner en in 2021 werd het aantal inwoners opgegeven als ‘< 4’.

## Geografie
Een deel van Leigri ligt in het natuurreservaat Pihla-Kaibaldi looduskaitseala (38,2 km²). In dat reservaat ligt het moerasgebied Pihla soo, waar de rivier Pihla ontspringt.  Geheel op het grondgebied van Leigri ligt het veel kleinere natuurreservaat Leigri looduskaitseala (4,6 km²). Het is een broedgebied voor kraanvogels.
De plaats ligt 16 km ten zuidwesten van Kärdla, de hoofdstad van Hiiumaa.

## Geschiedenis
Leigri werd voor het eerst genoemd in 1726 onder de naam Legri Pert als boerderij op het landgoed van Lauk (Lauka). Lauka werd in 1781 een ‘semi-landgoed’ (Duits: Beigut, Estisch: poolmõis), een landgoed dat deel uitmaakt van een groter landgoed, in dit geval Hohenholm (Kõrgessaare). Een jaar later, in 1782, werd Leigri genoemd als dorp onder de naam Legri.